# Бёрдслей, Обри
О́бри Ви́нсент Бёрдсли (Бердслей), или Би́рдсли (англ. Aubrey Vincent Beardsley; 21 августа 1872, Брайтон, графство Суссекс — 16 марта 1898, Ментона, Франция) — английский художник-график, книжный иллюстратор, декоратор, поэт, один из видных представителей английского «Эстетического движения» и символизма в изобразительном искусстве периода модерна. Преждевременно скончался от туберкулёза.

## Детство и юность
Обри Бёрдсли родился в семье Винсента Пола Бёрдсли (1839—1909), мастера-ювелира из Клеркенвелла, чьими родственниками были состоятельные лондонские ювелиры, и Элен Агнус Питт (1846—1932), дочери главного хирурга индийской армии Уильяма Питта. Питты были солидной и уважаемой семьей в Брайтоне. Несколько поколений в семье отца страдали от туберкулёза. В 1879 году семилетнему Обри поставили аналогичный диагноз. Кроме того, легкомысленный отец вскоре после свадьбы промотал все семейные деньги и, так как он из-за болезни не мог заниматься постоянным трудом, матери, которую Обри боготворил, пришлось зарабатывать на жизнь работой гувернантки с преподаванием музыки и французского языка. С потерей состояния вскоре после рождения сына семья в 1883 году поселилась в Лондоне, где Винсент работал сначала в Вест-Индской и Панамской телеграфной компании, а затем нерегулярно в качестве клерка на пивоваренных заводах.
В семье рано поняли, что их сын — вундеркинд. При поддержке нескольких аристократических семей он занимался с известными пианистами и, как результат, в одиннадцать лет стал сочинять музыку и стихи. В 1884 году Обри появился на публике как «молодой музыкальный феномен», сыграв на нескольких концертах со своей сестрой. В январе 1885 года он начал посещать гимназию Хоува и Сассекса (Hove and Sussex Grammar School) в Брайтоне, где провёл следующие четыре года. Рисовать он начал с четырёх лет и, под влиянием матери, рано пристрастился к английской и французской литературе, а благодаря урокам музыки он осознал свой незаурядный талант. Его первые стихи, рисунки и карикатуры появились в школьном журнале «Прошлое и настоящее». Он ставил на школьной сцене спектакли, некоторые из которых привлекли внимание театральных критиков.
В 1888 году Обри Бёрдсли получил должность в бюро архитектора, а затем клерка в лондонской страховой компании «Guardian Life and Fire Insurance Company». Однако и службу, и любительские спектакли пришлось бросить: осенью юноша начал кашлять кровью.
В 1891 году по совету художников Эдварда Бёрн-Джонса, который, познакомил его с Оскаром Уайльдом, и Пьера Пюви де Шаванна он занялся изобразительным искусством. В 1892 году начал посещать занятия в Вестминстерской школе искусств (Westminster School of Art), затем у профессора Фредерика Брауна.

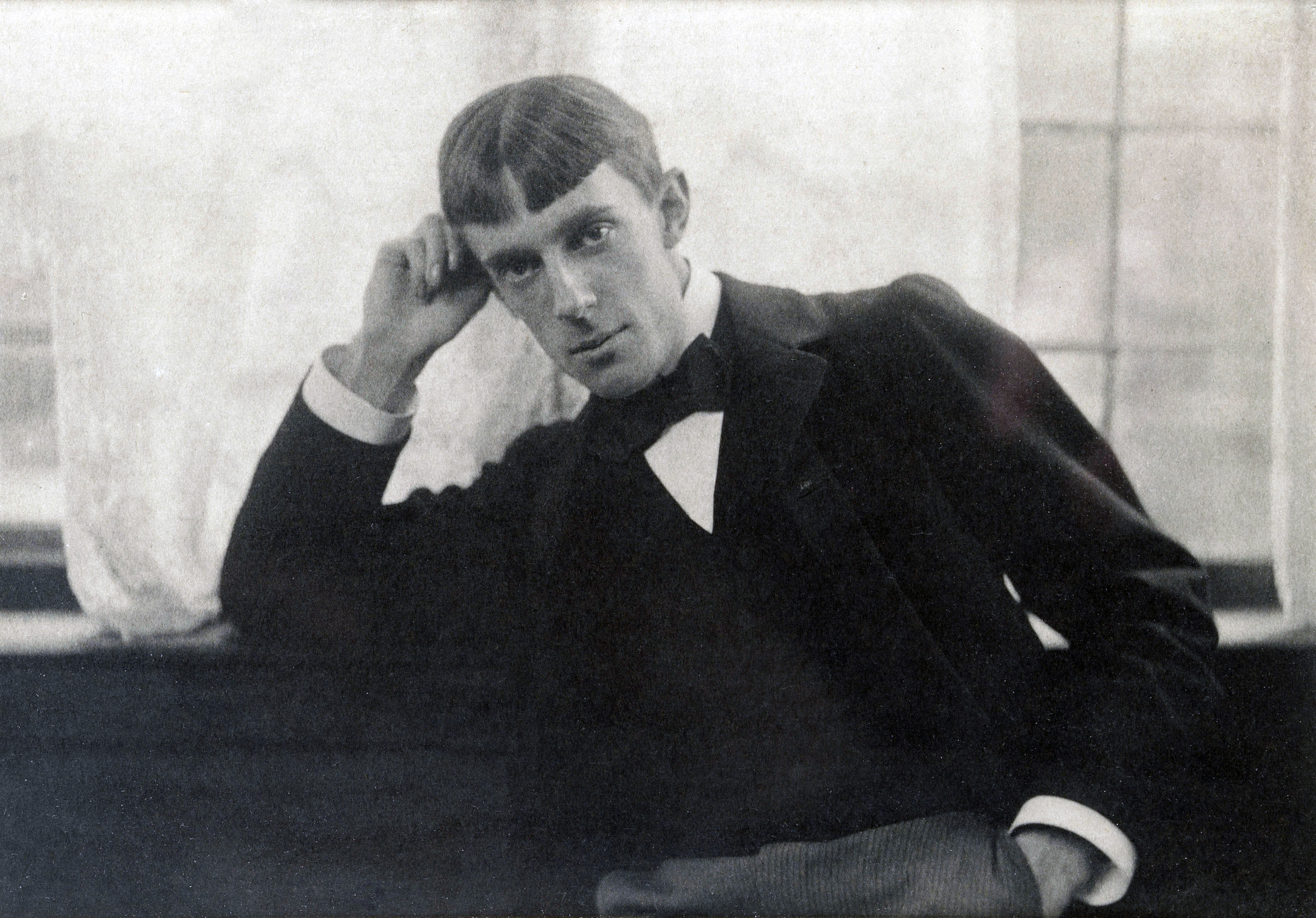
О. Бёрдсли. Фотография 1893 г.

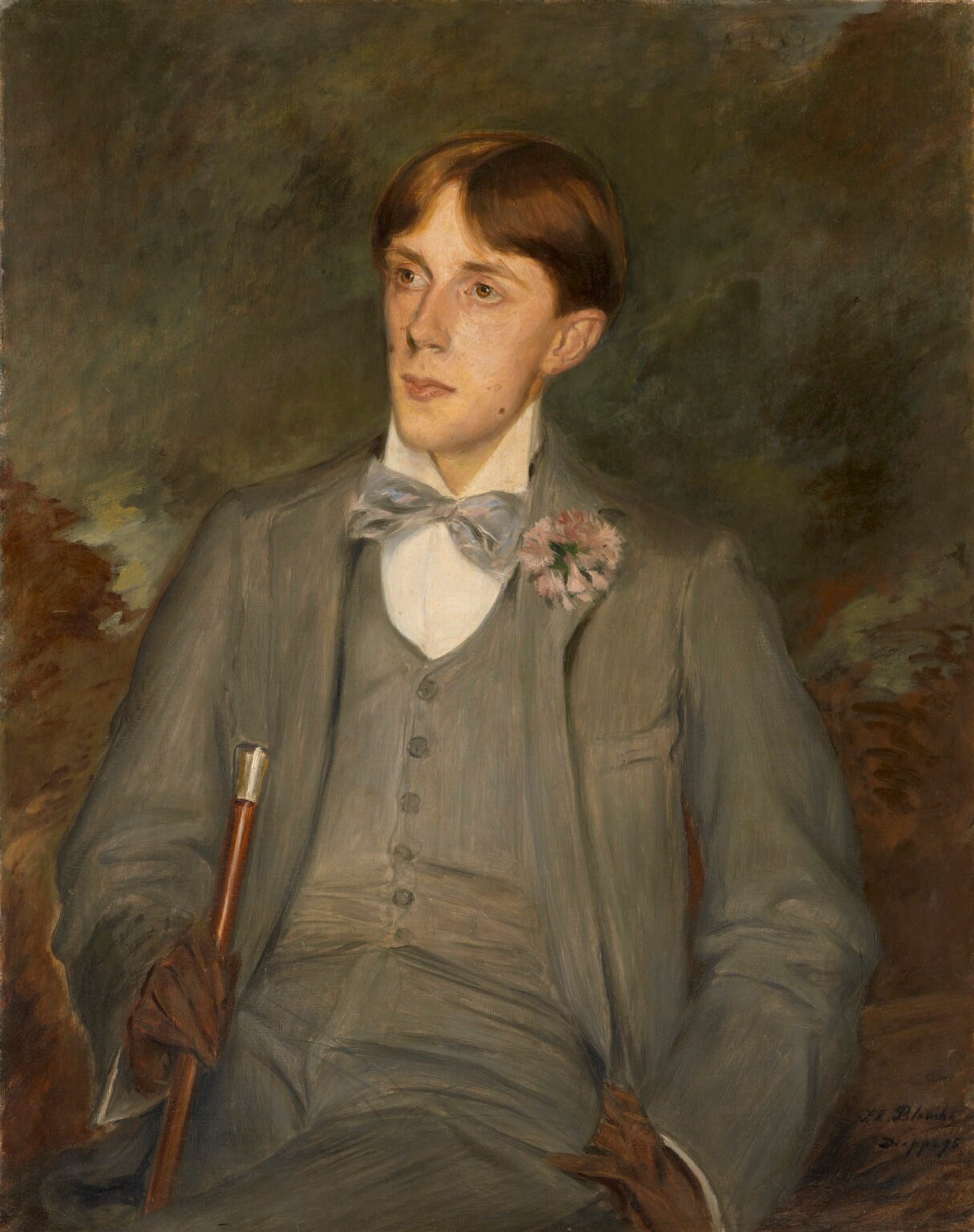
Ж.-Э. Бланш. Портрет Обри Бёрдсли. 1895. Холст, масло. Лондонская национальная портретная галерея

### Личная жизнь
Бёрдсли был одновременно публичным человеком и скрытным чудаком. Он говорил: «У меня одна цель — гротеск. Если я не гротеск, я ничто». Уайльд в своём парадоксальном стиле определил, что у Бёрдсли было «лицо, похожее на серебряный топорик, и волосы зелёного цвета». Как-то раз художник появился у своего издателя в утреннем халате и туфлях-лодочках. Хотя Бёрдсли был связан дружескими отношениями с гомосексуальным сообществом, в которое входили многие британские эстеты, подробности его сексуальной ориентации остаются под вопросом. Предположения о его сексуальности включают слухи о кровосмесительных отношениях с его старшей сестрой Мейбл, которая, возможно, забеременела от своего брата и у неё случился выкидыш. О романтических связях Бёрдсли, о его отношениях с мужчинами или женщинами достоверно ничего не известно. Гостиную Бёрсдли, увешанную японскими эротическими эстампами, посещали известные своей гомосексуальной ориентацией Оскар Уайльд, Роберт Росс, Альфред Дуглас (Боузи), Пьер Луи, Джон Грей. К тому же кругу принадлежал и поэт-теоретик Марк-Андре Раффалович, чью книгу стихотворений «Нить и тропа» он проиллюстрировал в 1895 году.

### Последние годы

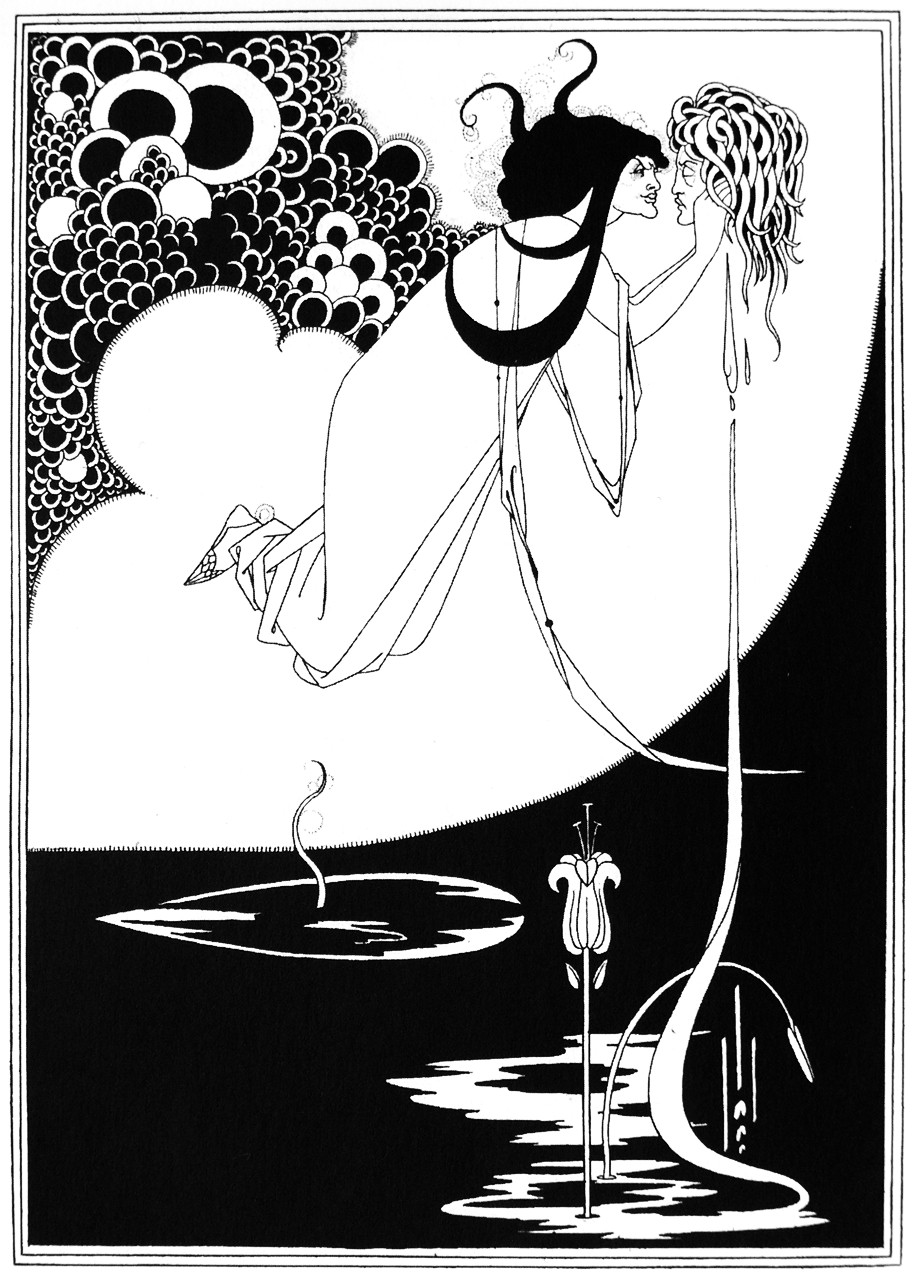
Иллюстрация к «Саломее» О. Уайльда

С 1894 по 1896 год (в это время к художнику пришёл невиданный успех после публикации шестнадцати иллюстраций к уайльдовской «Саломее») его самочувствие резко ухудшилось — именно тогда создаются мрачные рисунки к «Падению Дома Ашеров» Эдгара По (1895). Сначала Обри думал о том, как бы выздороветь, потом — как почувствовать себя немного лучше, и, наконец, — прожить ещё хоть один месяц. Раффаловичу он писал в это время:

Я знаю, болезнь моя неизлечима, но я уверен, что можно принять меры к тому, чтобы ход её был менее скор. Не считайте меня глупым, что я так торгуюсь из-за нескольких месяцев, но вы поймёте, что они могут быть для меня ценны по многим причинам. Я с наслаждением начинаю думать о том, что выпущу две или три иллюстрированные вещицы…

31 марта 1897 года Бёрдсли был принят в лоно католической церкви. «Среди наиболее близких его друзей при жизни числились англиканские пасторы и католические священники, которые отдавали должное искренности и глубине его веры»… Он получил то, о чём страстно молил: ещё год жизни. За это время он создал цикл иллюстраций к комедии нравов «Вольпоне» Бена Джонсона, которые ознаменовали собой начало нового стиля. В это время он постоянно перечитывал произведения Блеза Паскаля и писал Раффаловичу:

Он [Паскаль] понял, что, став христианином, творческий человек должен принести в жертву свой дар, как Магдалина жертвует своей красотой.

## Смерть
На протяжении всей жизни Бёрдсли страдал от лёгочных кровотечений и часто не мог работать или выходить из дома. Он обратился в католичество в марте 1897 года. В следующем году последнее письмо перед смертью (7 марта 1898 года) было адресовано его издателю Леонарду Смайзерсу и близкому другу Герберту Чарльзу Поллитту: «Иисус — наш Господь и Судья. Дорогой друг, умоляю тебя уничтожить все копии Лисистраты и плохие рисунки… Всем святым, всеми непристойными рисунками. Обри Бердслей в моей предсмертной агонии».
К счастью, эта просьба не была выполнена и Смайзерс продолжал продавать репродукции, а также подделки работ Бёрдсли.
В декабре 1896 года у Бёрдсли случилось сильное кровотечение, в результате чего его здоровье стало ненадёжным. К апрелю 1897 года, через месяц после его обращения в католичество, его ухудшающееся здоровье побудило его переехать на Французскую Ривьеру: «лимонный рай» Ментона на берегу Средиземного моря. Там он умер год спустя, 16 марта 1898 года, в отеле Cosmopolitan в полном сознании, в присутствии матери и сестры, которым он поручил передать последние приветы многочисленным друзьям. Ему было двадцать пять лет. На следующий день после заупокойной мессы в Ментонском соборе его останки были захоронены в Cimetière du Trabuquet.
На смерть художника Алджернон Суинберн написал это стихотворение (перевод И. А. Евса):
Возвратись к нам — хотя бы во сне, —

Ты, которому равного нет,

Ты, кому безразличен вполне

Мир земных потрясений и бед.

Но любовь, что была внушена

Чудным даром, чей свет не потух, —

Ты расслышишь. И тронет она

Твой свободный и царственный дух 

## Творчество
В 1892 году Бёрдсли отправился в Париж, где открыл для себя цветные литографии — плакаты Анри де Тулуз-Лотрека и парижскую моду на японские гравюры. Его первым заказом были иллюстрации к произведению «Смерть Артура» Томаса Мэлори (1893) для издательства «JM Dent and Company». Эта книга стала шедевром графического искусства и ярким примером графической стилизации. В 1894 году вышел новый перевод «Правдивой истории» Лукиана с иллюстрациями Бёрдсли, Уильяма Стрэнга и Дж. Б. Кларка. Он был напечатан в частном порядке тиражом 251 экземпляров.
У Обри Бёрдсли было шесть лет творческой деятельности, которые можно подразделить на несколько периодов, определяемых по меняющейся форме его подписей. В ранний период его работы в основном не подписаны. В 1891 и 1892 годах он перешёл к использованию инициалов «A.V.B». В середине 1892 года он использовал знак, который становился всё более изящным под японским влиянием, иногда с прописными литерами «A.B.».
Большинство графических работ Бёрдсли выполнены тушью и имеют большие тёмные области: «заливки», контрастирующие с такими же большими полями белой бумаги, что делает прихотливые контуры рисунка в духе стилизаций ар-нуво ещё более выразительными. На рисунки Бёрдсли безусловно повлияла японская гравюра на дереве, творчество Прерафаэлитов и Э. Бёрн-Джонса, а также средневековая миниатюра, с которой он познакомился по совету Бёрн-Джонса. Обри Бёрдсли «работал по ночам, при свечах, в комнате с чёрными обоями и развешанными по стенам японскими эротическими гравюрами сюнга».
Он был ведущей фигурой в «Эстетического движения» и символизма эстетическом движении, в которое также входили Оскар Уайльд и Джеймс Макнил Уистлер. Обри дорожил своей репутацией меломана и библиофила. Его любовно собранная огромная библиотека восхищала, как и блестящее знание коллекций Британского музея и Национальной галереи. Обри Бёрдсли в оригинале читал греческих и латинских авторов и «часто поражал учёных остротой восприятия всех тонкостей», как писал о нём современник. Одной из отличительных черт его работ являлся утончённый эротизм. Критик С. К. Маковский, который одним из первых открыл Бёрдсли русской публике, описал их в своём эссе:

Как цветы, взлелеянные рукой знатока в стеклянных оранжереях с искусственной влагой (…) отрава слишком тонких курений и слишком изысканных форм.

## Галерея

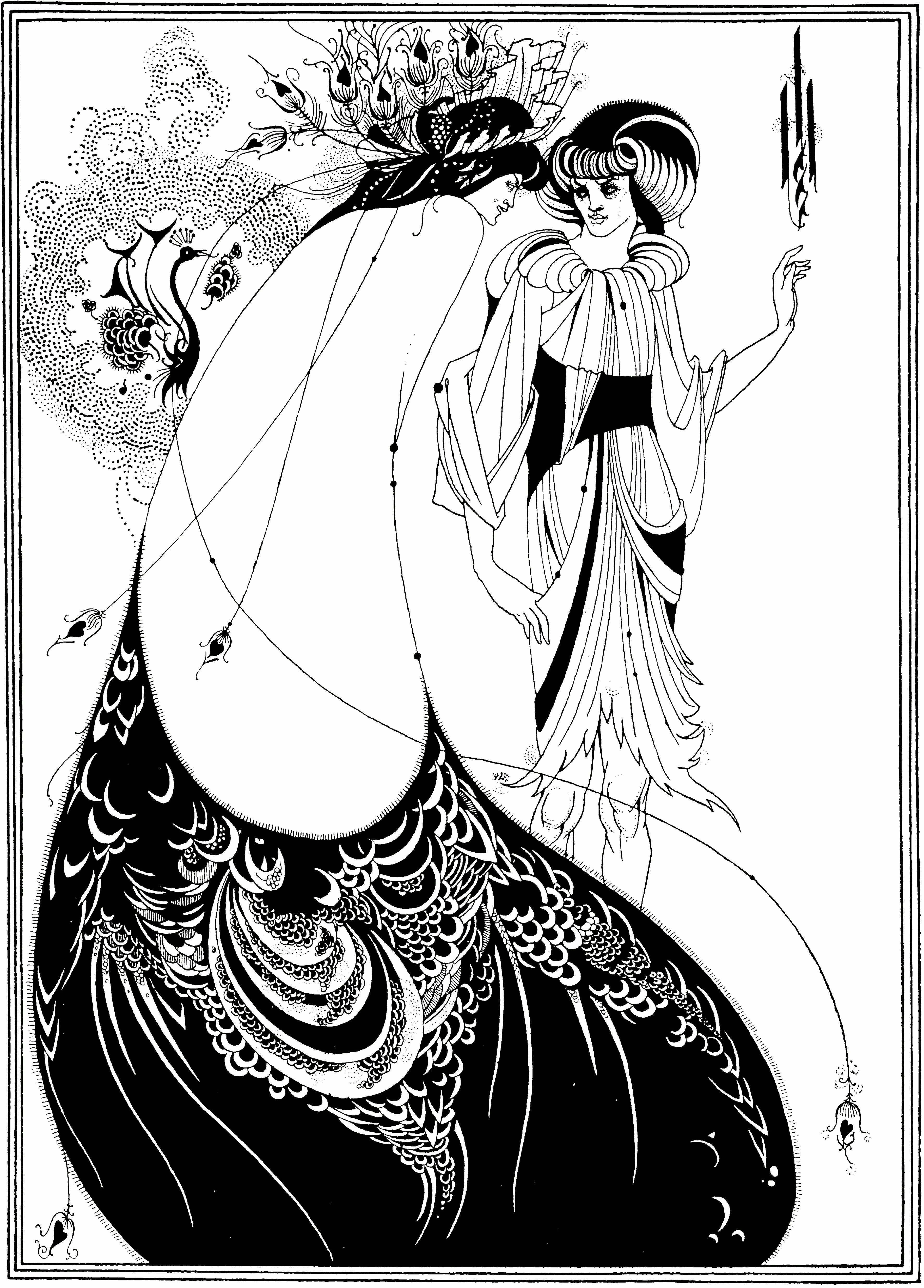
Павлинья юбка. 1893
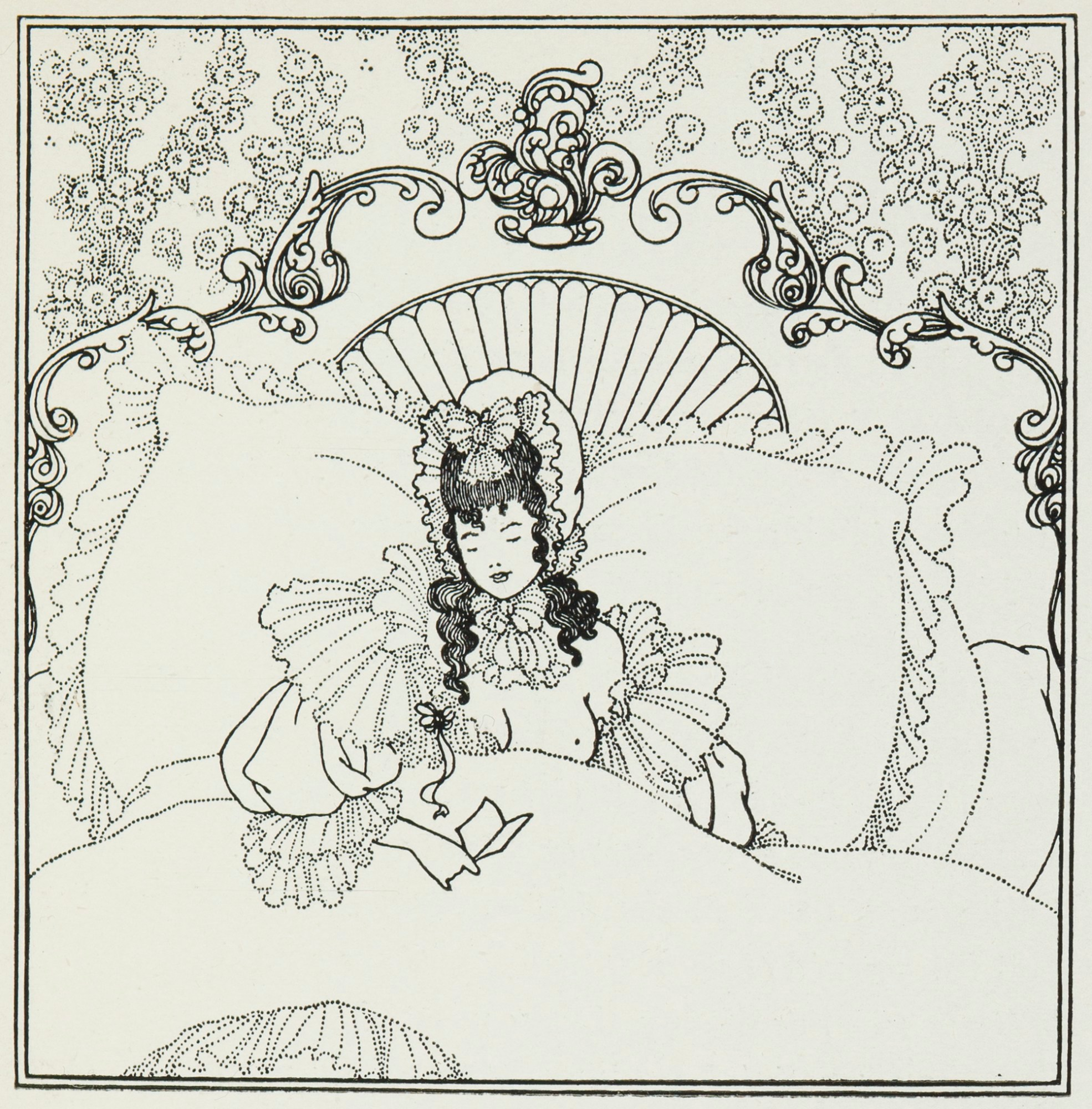
Любовная записка. Иллюстрация к «Похищению замка» А. Поупа. 1896
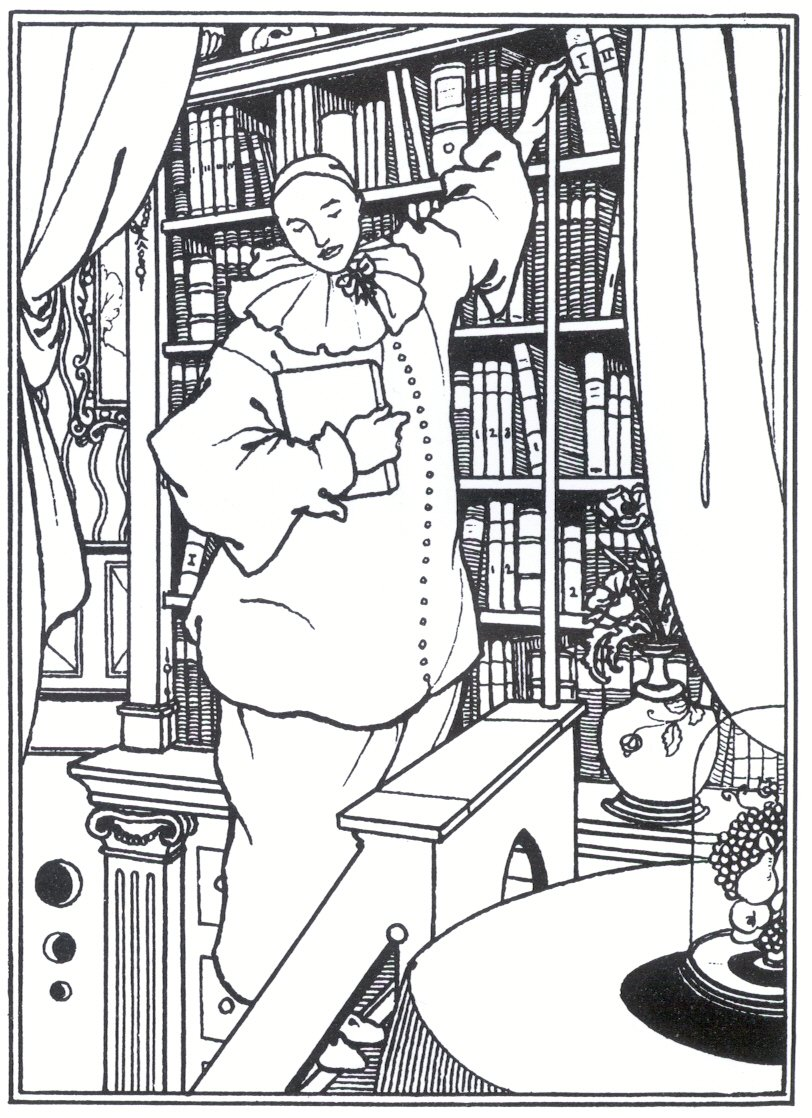
Обложка к серии изданий «Библиотека Пьеро». 1896
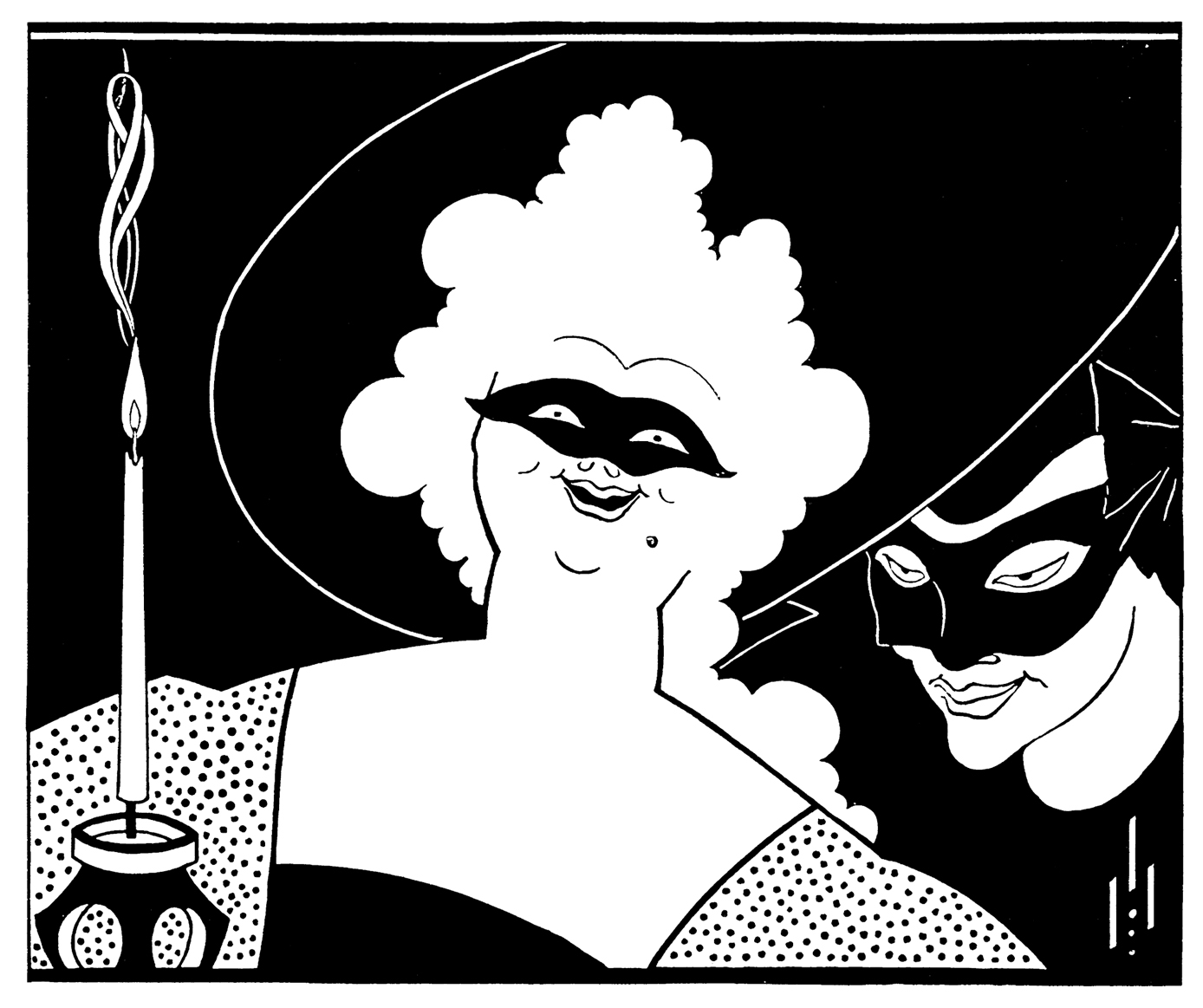
Маскарад. Обложка журнала «The Yellow Book». Вып. 1. 1894
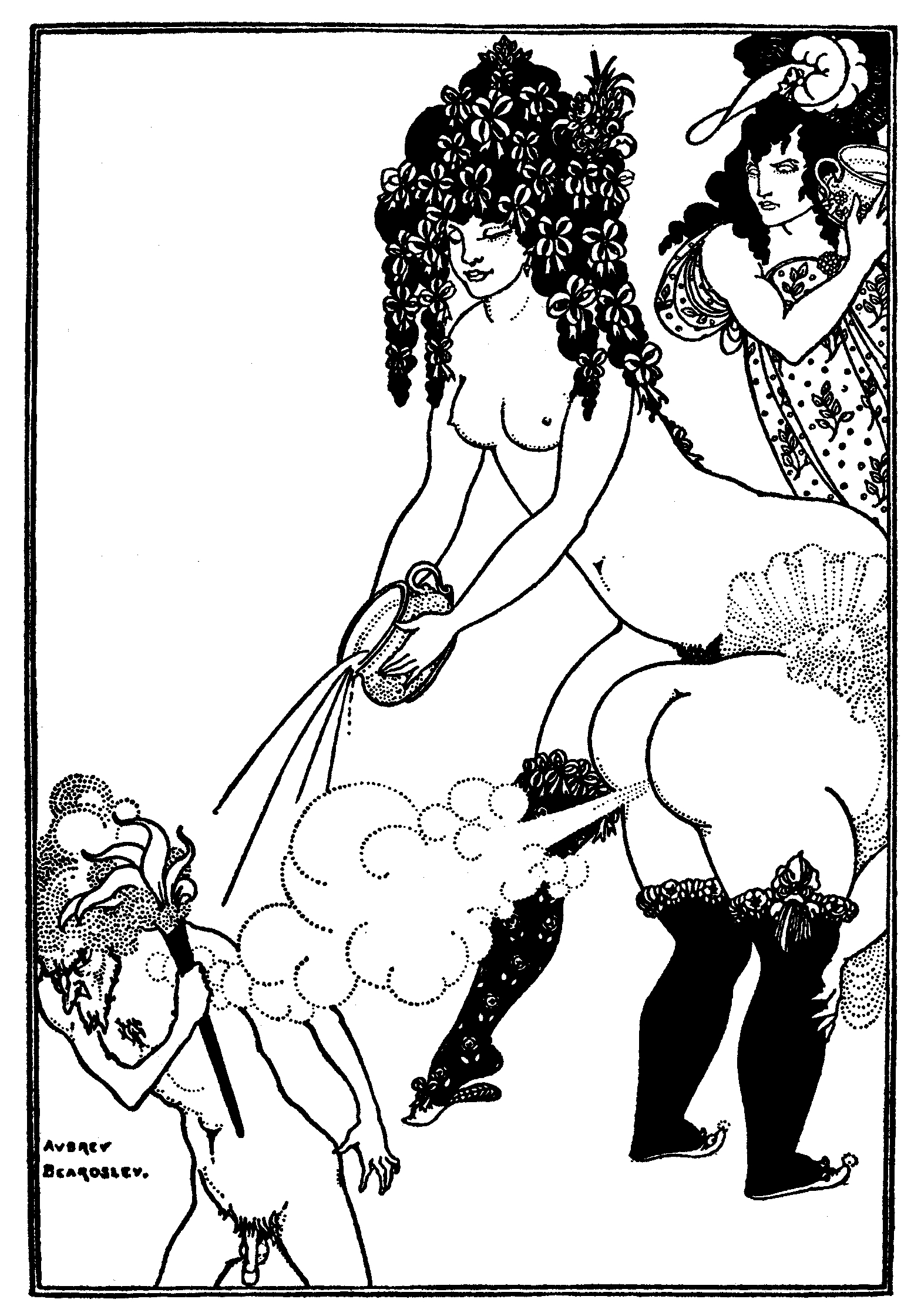
Аристофан. «Лисистрата». 1896
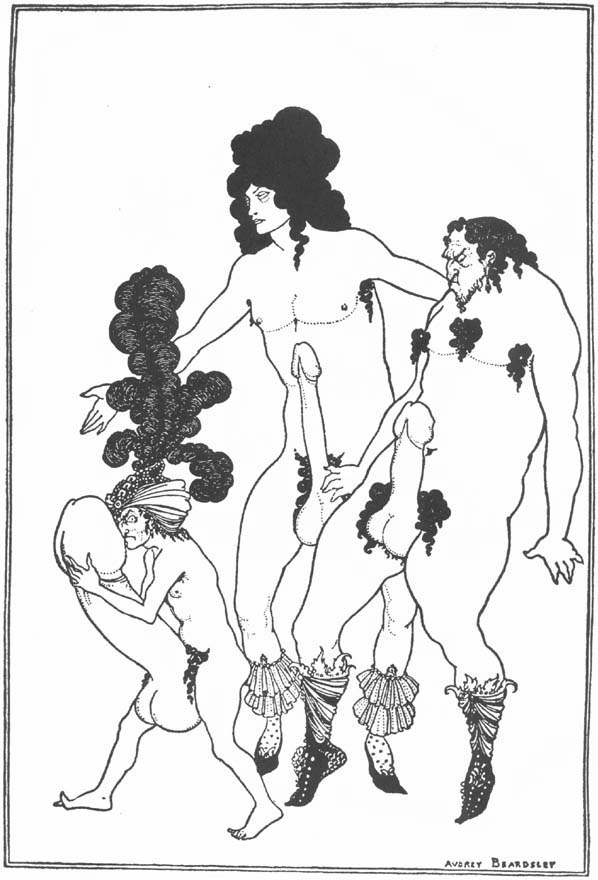
Иллюстрация к «Лисистрате»
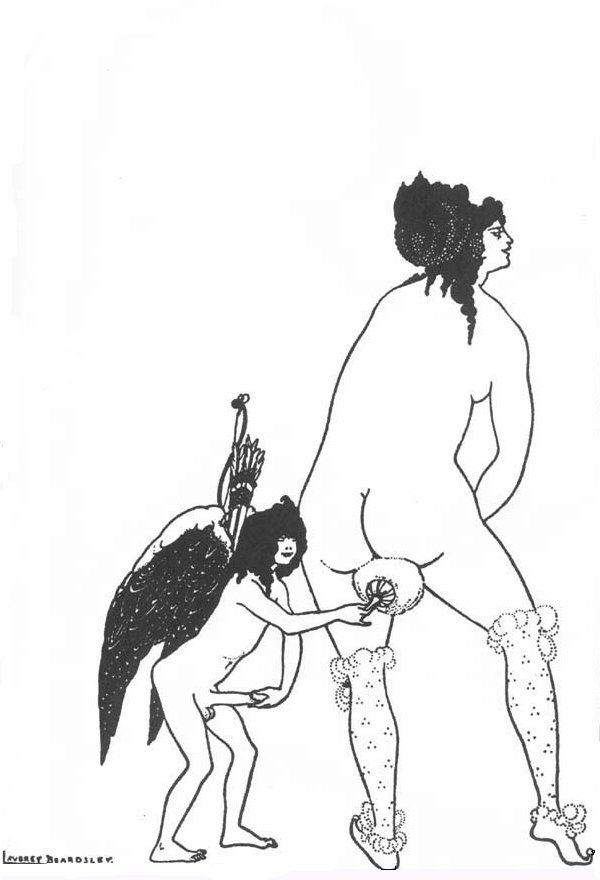
Иллюстрация к «Лисистрате»
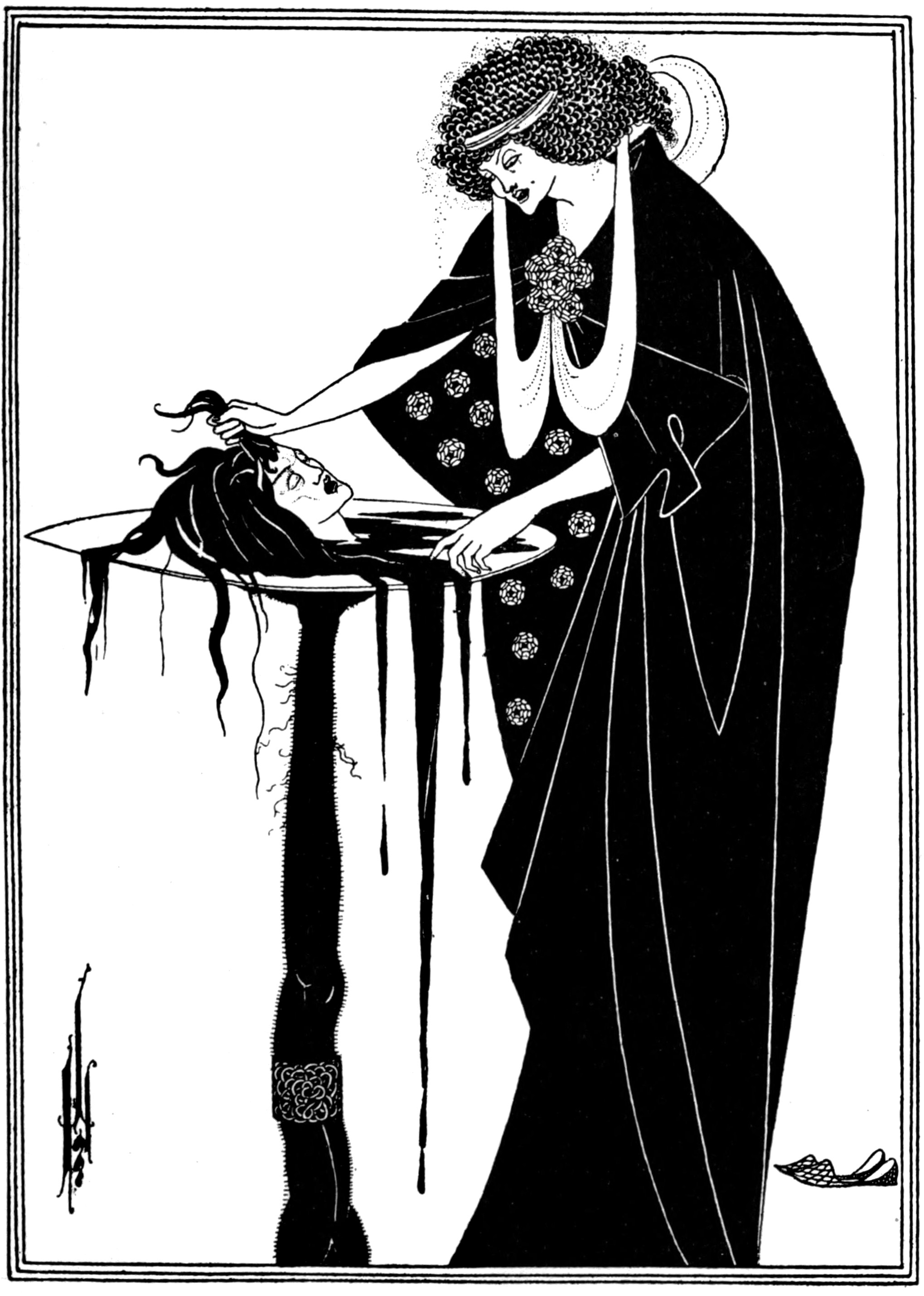
Иллюстрация к «Саломее» О. Уайльда. 1904
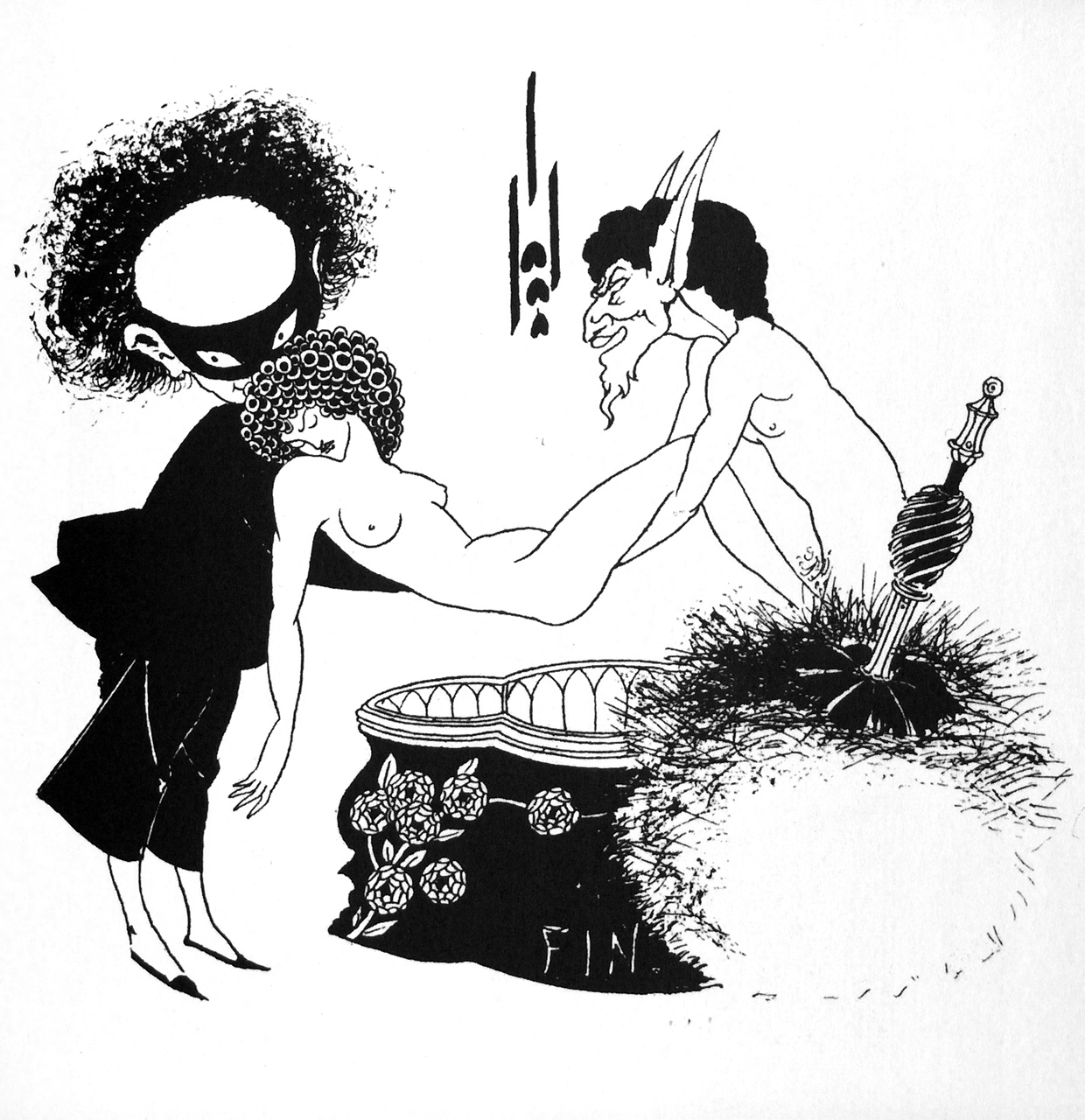
Иллюстрация к «Саломее»
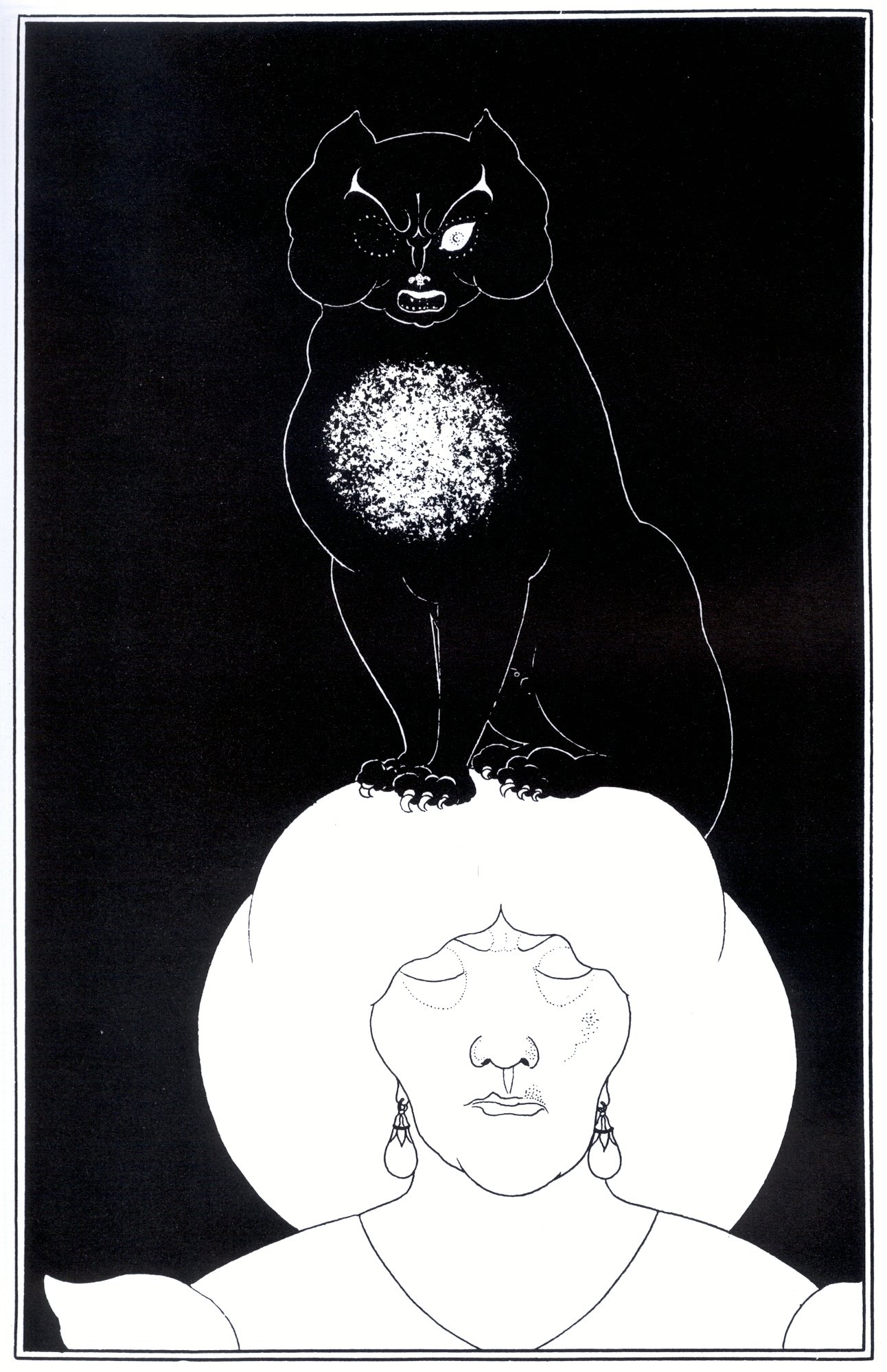
Чёрный кот. Иллюстрация к рассказу Э. А. По. 1894—1895

По цензурным соображениям Бёрдсли часто делал свои иллюстрации в двух вариантах: авторском и для цензуры. По той же причине обыватели часто воспринимали его неадекватно: «сеятелем общественного разврата», гомосексуалом и соблазнителем собственной сестры Мэйбл. Сознавая это, Бёрдсли неоднократно замечал, что «У французских полицейских существуют серьёзные сомнения относительно моего пола». И тут же добавлял, что все сомневающиеся «могут прийти и убедиться в нём лично» — впрочем, это было ответом на статью в газете «St. Paul», полную грубых намёков. Но он с восторгом говорил о художниках и писателях, совершенно враждебных его устремлениям. В 1894 году Обри вместе с американским писателем Генри Харландом стал художественным редактором журнала «Жёлтая книга» (The Yellow Book, 1894—1897), который приобрёл популярность как сборник произведений талантливых писателей, поэтов, художников, преимущественно нетрадиционной эротической направленности. Для первых четырех выпусков журнала Бёрдсли сделал обложки и множество иллюстраций.
Член клуба гедонистов, один из «королей дендизма», носящий в петлице увядшую розу, своим поведением он провоцировал скандал. И скандал произошёл, тесно связанный с трагедией Оскара Уайльда. Когда в 1895 году, обвинённый в гомосексуальной связи, Уайльд отправился в тюрьму, то взял с собой какую-то книгу жёлтого цвета. Комментировавший это журналист по ошибке написал «the yellow book» вместо «a yellow book». Для викторианской Англии этого хватило, чтоб закрыть издание. Так Бёрдсли остался без средств к существованию. Издатель «Жёлтой книги» Джон Лэйн заметил однажды, что «Бёрдсли немало пострадал от слишком поспешной оценки его искусства».
К наиболее «откровенным» произведениям художника относятся его иллюстрации для частного издания «Лисистрата» Аристофана (1896) и его рисунки для пьесы Оскара Уайльда «Саломея», премьера которой состоялась в Париже в 1896 году. Среди других крупных проектов — издание 1896 года «Похищение локона» Александра Поупа.
Бёрдсли работал для таких журналов, как «The Studio» и «The Savoy», соучредителем которых он был. Как соучредитель Бёрдсли мог продолжать писать, а также иллюстрировать, так появился ряд его собственных произведений, в том числе «Под холмом» (рассказ, основанный на легенде о Тангейзере) и «Баллада о цирюльнике».
По определению В. Г. Власова

 «Бёрдсли взял от китайского и японского искусства изощрённый язык линии и пятна, а от европейского модерна — безудержную стилизацию извивающихся и сплетающихся растительных форм, манерность, вялость и анемичность образов, эротику, граничащую с пошлостью. Но благодаря природной одарённости, каким-то удивительным образом ему удалось создать из этой причудливой мешанины оригинальное искусство, которое снискало огромную популярность во всём мире. Чёрно-белой графике Бёрдсли стремились подражать многие, она пришлась по вкусу как обывателям, так и эстетам… Утверждение А. А. Сидорова о том, что Бёрдсли „первый высвободил собственно графические средства“ не выдерживает критики, поскольку это сделали до него другие. Бёрдсли лишь занимался стилизацией готовых форм: романтических — английской графики, изогнутых линий японской гравюры, силуэтов ар-нуво и картин постимпрессионистов, а через прерафаэлитов — образов Боттичелли, помпейских фресок и древнегреческой вазописи. Характерно и то, что более ценная в художественном отношении графика Ван де Велде или Валлоттона никогда не имела такого успеха. Бёрдсли оказал значительное влияние и на русских художников „Мира искусства“… Как и искусство модерна в целом, Бёрдсли был соткан из противоречий: неистовый католик и циничный порнограф, гений фантазии и дилетант в рисунке, музыкант, поэт, иллюстрировавший свои собственные произведения, и человек ограниченных, мещанских вкусов…»
Однако А. А. Сидоров в целом оценил творчество Бёрдсли более жёстко, написав однажды, что это «нечто среднее между публичным и сумасшедшим домом».
Бёрдсли был карикатуристом и сделал несколько политических карикатур, демонстрируя дерзкое «уайльдовское» остроумие в искусстве. Творения Бёрдсли отражали нравственный упадок его эпохи, и его влияние было огромным, что ясно видно в работах французских символистов, движении плакатного искусства 1890-х годов и работах многих художников модерна более позднего периода. Некоторые предполагаемые работы Бёрдсли были опубликованы в книге под названием "Пятьдесят рисунков Обри Бёрдсли, выбранных из коллекции мистера Х. С. Николс. Позже было обнаружено, что это подделки, отличающиеся почти порнографическими деталями, редкими в творчестве самого художника.
Необычное и дерзкое искусство Бёрдсли продолжало вызывать споры в Великобритании ещё долго после его смерти. Во время выставки его гравюр, проходившей в Музей Виктории и АльбертаМузее Виктории и Альберта в Лондоне в 1966 году, полиция совершила рейд на частную лондонскую галерею за выставление копий тех же гравюр, выставленных в музее, и владельцу было предъявлено обвинение по закону о непристойности.

## В массовой культуре
«Обри (Aubrey)» (1982) — эпизод британского телесериала BBC2 Playhouse телерадиокорпорации BBC, снятый по сценарию Джона Гилберта. Сюжет посвящен периоду жизни Бёрдслея (в исполнении актёра Джона Дикса) с апреля 1895 года, когда после ареста Оскара Уайльда и закрытия «Желтой книги», художник теряет средства к существованию и умирает от туберкулеза в 1898 году.
Обри Бёрдслей также фигурирует на обложке альбома «Оркестр клуба одиноких сердец сержанта Пеппера»(1967) группы «Битлз».
Документальный фильм телерадиокорпорации BBC «Бёрдслей и его работа» был снят в 1982 году.
В сюрреалистичном фильме ужасов 1977 (2003) года «На смертном одре: Постель-людоед» заметную роль играет призрак Обри Бёрдслея.